# Kanadai Parlament
A Kanadai Parlament (angolul Parliament of Canada, franciául Parlement du Canada) Kanada törvényhozó testülete, melynek székhelye az ottawai Parliament Hill Ontario tartományban. A Constitution Act, 1867 (1867-es törvény az alkotmányról) 17-es cikkelye alapján a parlament három részből áll: az uralkodóból, a Szenátusból és a Képviselőházból; az uralkodót általában a főkormányzó képviseli, ő nevezi ki a Szenátus 105 tagját a miniszterelnök ajánlása alapján. A Képviselőház 308 tagját közvetlenül a nép választja, minden képviselő egy választási körzetet képvisel, ezeket gyakran riding-nak nevezik Kanadában.
Az alsó ház, a Képviselőház a Parlament domináns ága. A felső ház, a Szenátus ritkán áll ellen a másik kamara akaratának és az uralkodó és főkormányzó feladatai nagyrészt ceremoniálisak, bár mindkettejüknek vannak szükséghelyzetben alkalmazható hatalmuk, amelyek által megtagadhatnák egy törvényjavaslat aláírását vagy elküldhetnék a kabinetet, és választást hívhatnának össze, anélkül hogy arra előzőleg felkérték volna őket. A miniszterelnöknek és kormányának rendelkezniük kell az alsó ház többségének a bizalmával, hogy hivatalban maradhassanak; ugyanehhez a felső ház bizalma nem szükséges.
A jelenlegi parlament a 40. a konföderáció a kanadai tartományok egyesülése óta.

## Története
Miután Nagy Britannia elfoglalta Franciaországtól a hétéves háborúban (1754–1763) Kanadát (mely nagyrészt a jelenkori Québec tartományból állt) az 1763-as királyi proklamáció alapján kormányozták. Ezt a proklamációt 1774-ben a Quebec Act (Törvény Québecről) követte, mely alapján egy a brit uralkodó által kijelölt kormányzó és tanács megkapta a rendeletalkotás jogát. 1791-ben Québec tartományt Felső-Kanadára (Upper Canada, a későbbi Ontario) és Alsó-Kanadára (Lower Canada, melyből később Québec lett) osztotta és mindkettőnek volt egy választott Törvényhozó Gyűlése (Legislative Assembly) és egy kinevezett Törvényhozó Tanácsa (Legislative Council).
1841-ben a Brit Parlament egyesítette Felső- és Alsó Kanadát egy új gyarmatként mely a Kanada Tartomány (Province of Canada) nevet kapta. Közös törvényhozást hoztak létre mely állt egy választott Törvényhozó Gyűlésből és egy kinevezett tagokból álló Törvényhozó Tanácsból. A gyűlés 84 tagja egyenlően oszlott el a két korábbi tartomány között, bár Alsó-Kanadának nagyobb volt a lakossága. A brit kormányok az uralkodó által kinevezett kormányzókon keresztül továbbra is jelentős befolyást gyakoroltak a kanadai ügyek felett. Ez a befolyás csökkent 1848-ban amikor a tartománynak felelős kormányt adtak.

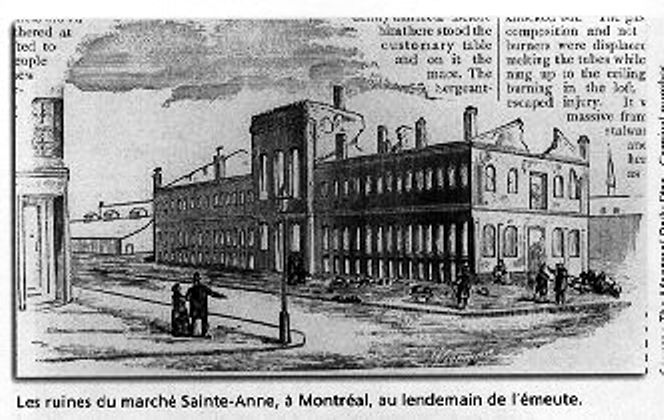
A montréali Parlament a tűz után

1841-től 1844-ig a Parlament a mai Kingston General Hospital kórház helyén gyűlt össze a ma Ontario tartományban levő Kingstonban. 1849-ben a montréali Parliament Building, mely 1844-3s áthelyezése óta a törvényhozás otthona volt leégett. A tűz része volt a Rebellion Losses Bill (Felkelők veszteségeiről szóló törvényjavaslat) okozta Tory-vezette felkelésnek, a francia- és angolajkúak közti feszültségsorozatnak és egy gazdasági válságnak is. 1857-ben a törvényhozást végleg áthelyezték Ottawába, miután pár évig Toronto és Quebec City közt váltogatták a helyszínét.
A modern Kanadai Parlament azonban 1867-ig még nem létezett. Ebben az évben fogadta el a Brit Parlament a British North America Act 1867-et (1867-es Törvény Brit Észak-Amerikáról) mely egyesítette Kanada Tartományt (mely Québecre és Ontarióra oszlott), Új-Skóciát és Új-Brunswicket egy közös föderációban mely a Kanada Domínium (Dominion of Canada) nevet kapta. Az új Kanadai Parlament részét a királynő (akit a főkormányzó képvisel), a Szenátus és a Képviselőház alkotta. Egy fontos befolyásoló erő az Amerikai polgárháború volt mely éppen hogy befejeződött és mely megmutatta sok kanadai számára az Amerikai Egyesült Államok föderális, szövetségi rendszerének a hibáit. Részen a polgárháború miatt utasították el a relatíve erős államokat és gyengébb szövetségi kormányt alkalmazó amerikai modellt. A British North America Act korlátozta a tartományok hatalmát, kijelentve hogy azok a jogok melyeket nem delegáltak közvetlenül hozzájuk a szövetségi Parlament hatásköréhez tartoznak. Ugyanakkor egyedi jogokat adott a tartományokban a költségvetés néhány előre megállapodott területén, mely elfogadott felosztás máig létezik.
A British North America Act 1867 fontos jogokat adott a Parlamentnek, de több korlátozással. A legfontosabb korlátozások közé tartozik, hogy a Brit Parlament felsőbbrendű maradt Kanada felett és egy kanadai törvény sem helyezhetett hatalmon kívül brit törvényeket. Továbbá az Egyesült Királyság határozta meg továbbra is az egész Brit Birodalom külügyeit.
A Brit Parlament nagyobb autonómiát biztosított az 1931-es westminsteri statútummal. Bár a statútum engedélyezte Kanada Parlamentjének a brit törvények (Kanadára vonatkozó alkalmazásának) hatályon kívül helyezését vagy módosítását, nem engedélyezték a kanadai alkotmány, beleértve a British North America Acteket, hatályon kívül helyezését. Így amikor a Kanadai Parlament az alkotmány módosítását szerette volna, egy brit törvény elfogadása vált szükségessé. Ugyanakkor az Egyesült Királyság Parlamentje nem hozott egyoldalúan változásokat Kanada alkotmányában, kizárólag a Kanadai Parlament kérésére élt ezen jogával. A Kanadai Parlament egy 1949-es brit törvénynek köszönhetően korlátozott jogokat kapott az alkotmány módosítására, de továbbra sem engedélyezték neki a tartományi kormányok hatásköreinek és hatalmának, az angol és francia nyelvek hivatalos státuszának és az ötéves parlamenti időszak módosítását.
A Kanadai Parlament utoljára 1982-ben kérte az Egyesült Királyság Parlamentjét alkotmánymódosítás elfogadására, ennek eredménye lett a Canada Act 1982 (1982-es törvény Kanadáról). A törvény megszüntette a Brit Parlament azon jogát hogy törvényt hozzon Kanada számára és az alkotmánymódosítás joga átkerült a kanadai törvényhozáshoz. A legtöbb módosításhoz a kanadai Szenátus, Képviselőház és a tartományok törvényhozásainak két harmadának, a lakosság több, mint ötven százalékát képviselve beleegyezése szükséges. A tartományi törvényhozó gyűlések egyhangú beleegyezése szükséges bizonyos módosításokhoz, köztük azokhoz, amelyek érintik a királynőt, a főkormányzót, a tartományi alkormányzókat (Liutenant Governor), az angol és a francia nyelvek hivatalos státuszát, a Kanadai Legfelsőbb Bíróságot vagy az alkotmány módosítására vonatkozó szabályokat.

## Felépítés

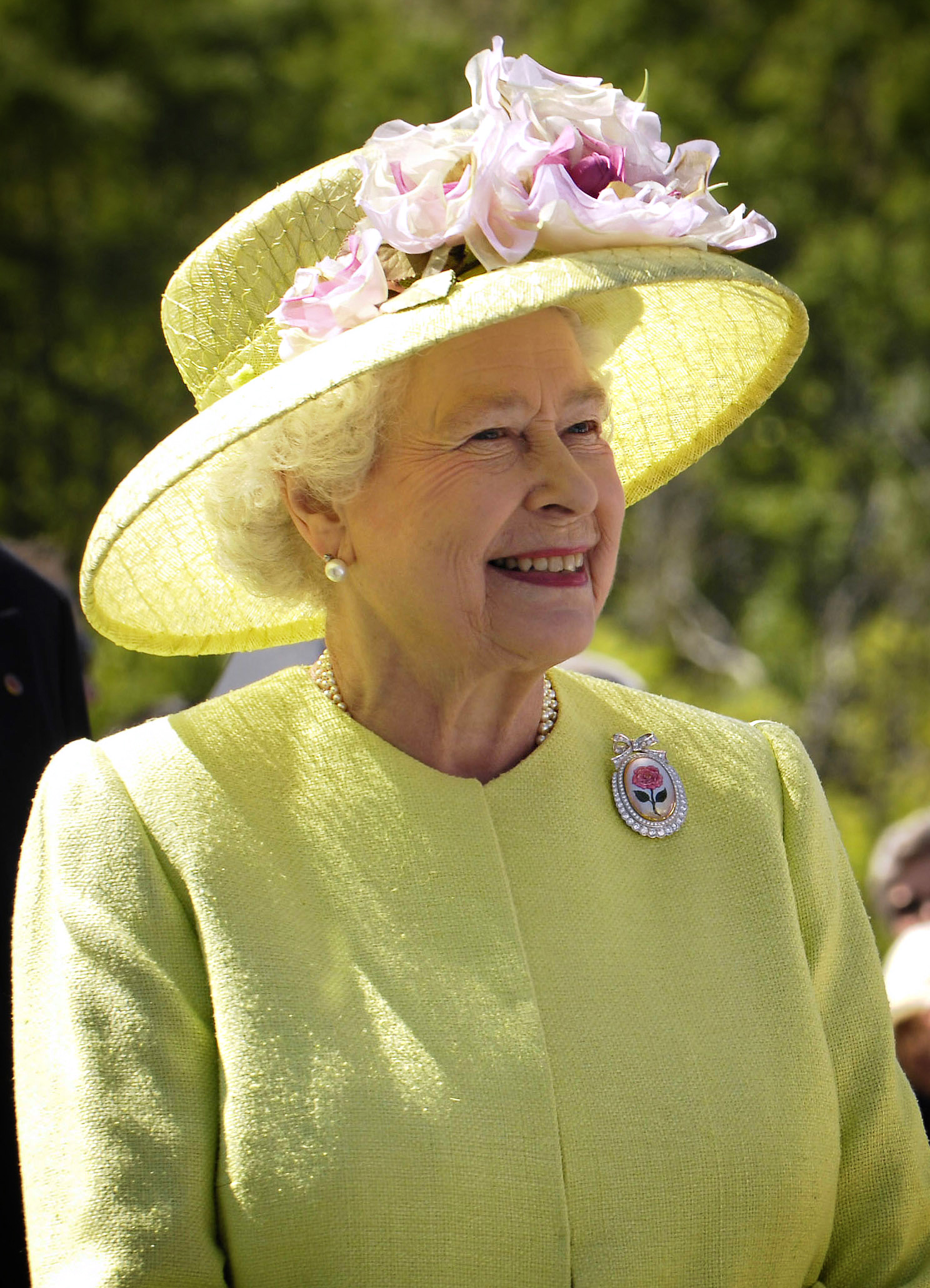
Kanada királynője 1952 és 2022 között, II. Erzsébet

Kanada Parlamentje három részből áll: az uralkodóból, a Szenátusból és a Képviselőházból.

### Az uralkodó
A kanadai uralkodó (jelenleg III. Károly király) egyike a parlament három összetevőjének; feladatait általában alkirályi képviselőjén, a főkormányzón keresztül látja el a hagyományok vagy a Constitution Act, 1867 (1867-es törvény az alkotmányról) alapján.

### A Szenátus

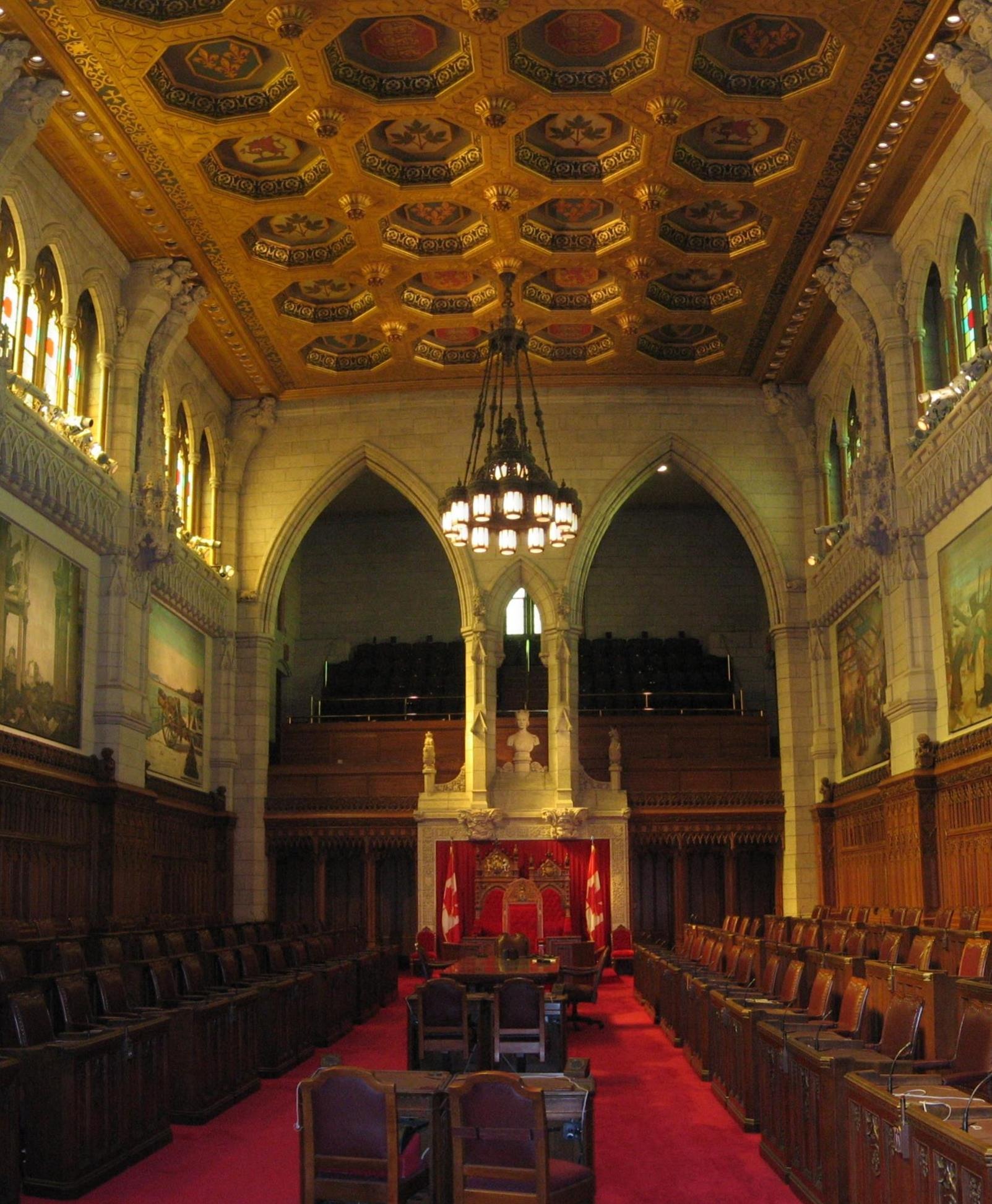
A Kanadai Szenátus ülésterme

Kanada parlamentjének felső háza a Szenátus. Bár a tartományokat hívatottak képviselni, a szenátorokat a miniszterelnök választja és formálisan a főkormányzó nevezi ki őket. A szenátoroknak minimum 30 évesnek, a királynő alattvalóinak és legalább 4000 kanadai dollár értékű tulajdonnal rendelkezőknek kell lenniük. A szenátornak abban a tartományban kell élnie, és birtokolnia legalább 4000 dollár értékű földet, amelyet képvisel. Hivatali idejük korábban életük végéig tartott, de 1965 óta elhagyják a Szenátust 75 éves korukban; továbbá a szenátoroknak joguk van lemondani és elvesztik a széküket ha nem jelennek meg két egymást követő parlamenti ülésszak során.
Az alkotmány Kanada tartományait 4 osztályra osztja, mindegyiknek egyenlő számú szenátort kijelölve: 24-et Ontariónak; 24-et Québecnek; 24-et a tengeri tartományoknak (tízet Új-Skóciának, tízet Új-Brunswicknak és négyet a Prince Edward-szigetnek); és 24-et a nyugati tartományoknak (hatot-hatot Manitobának, Brit Columbiának, Saskatchewannek és Albertának). Új-Fundland és Labrador, mely csak 1949-ben vált tartománnyá, nincs egyik osztályhoz sem hozzárendelve és hat szenátor képviseli. Továbbá a három területhez (az Északnyugati területek, a Yukon és a Nunavut terület) is egy-egy szenátor van rendelve. Így a Szenátusnak általában 105 tagja van. Ugyanakkor a főkormányzó ideiglenesen megnövelheti a Szenátus létszámát további négy-nyolc szenátor összehívásával, feltéve hogy a királynő beleegyezése biztosított. Kanada „osztályainak” egyenlő képviseletét ilyenkor is fenn kell tartani. Ezt a lehetőséget egyetlenegy alkalommal vették igénybe Kanada történelmében: Brian Mulroney miniszterelnök tanácsára 1990-ben, hogy biztosítsák az árukra és szolgáltatásokra vonatkozó forgalmi adó (Goods and Services Tax) létrehozását célzó törvényjavaslat elfogadását. A hozzáadott szenátorok mindenkori száma nem haladhatja meg a nyolc főt (így a Szenátus legnagyobb létszáma 113 fő lehet).

### A Képviselőház

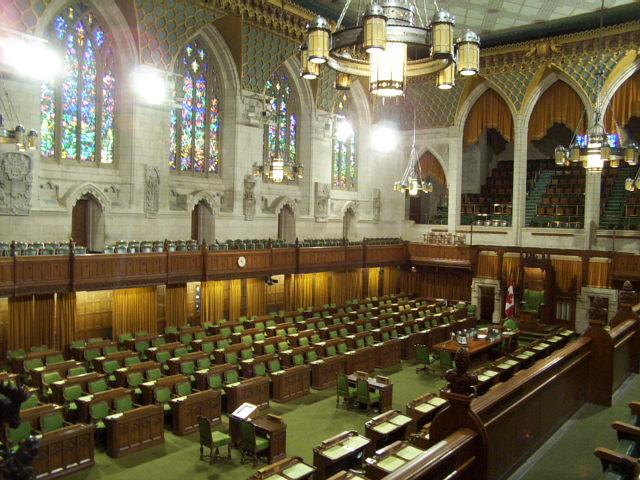
A Brit Parlament hagyományait követve a Kanadai Képviselőház ülésterme zöld színűre, míg a Szenátusé pirosra van berendezve

A parlament demokratikusan megválasztott eleme a Képviselőház. Minden tag egy egyszemélyes választási körzetet („riding”-ot) képvisel, ahol egyszerű relatív többségen alapuló választási rendszerben választják meg őket. A képviselőknek kanadai állampolgároknak és minimum 18 évesnek kell lenniük. Hivatali idejük addig tart amíg le nem mondanak, vagy a Parlamentet fel nem oszlatják és korlátlanul újraválaszthatóak.
Az alkotmány nem határozza meg pontosan a Képviselőház létszámát, azt tízévenként a népszámlálást követően kiigazítják. A létszámot befolyásolja a „szenátori kitétel” („senatorial clause”), mely minden tartománynak legalább annyi képviselőt biztosít, ahány szenátora az adott tartománynak van. Továbbá a „nagyapa rendelkezés” („grandfather clause”) minden tartománynak biztosít legalább annyi képviselőt, amennyivel 1976-ban vagy 1985-ben rendelkezett. Eme két kitétel alapján a Képviselőház jelenlegi 308 fős létszáma meghaladja a minimumot (282 fő). A képviselői helyek a tartományok közt lakosságuk alapján kerül elosztásra.
Senki sem lehet képviselő a parlament egynél több házában. A Képviselőház tagjait angolul általában a „Member of Parliament” (szó szerint „a Parlament tagja”) vagy rövidítésével az „MP” megnevezéssel illetik; ezt a megnevezést nem alkalmazzák a szenátorokra, attól függetlenül, hogy a Szenátus is a Parlament része. Ugyan kevesebb hatalommal rendelkeznek, a szenátorok megelőzik a képviselőket a protokolláris fontossági sorban.

## A Parlament megnyitása és berekesztése
Mindkét ház üléseit az elnök (Speaker) vezeti. A Szenátus elnökét a miniszterelnök választja ki a szenátorok közül és hivatalosan a főkormányzó jelöli ki őket. A Képviselőház elnökét viszont képviselőtársai választják. Általánosság a Képviselőház elnökének nagyobb jogköre van, mint a Szenátusénak. A brit modellt követően a felsőház többé kevésbé önszabályozó, míg a Képviselőház vitáit az elnöki székből irányítják. 1991-ben azonban a Szenátus elnökeinek jogköreit is kibővítették így az közelebb került az alsóházi elnökéihez.
Az alkotmány határozza meg mindkét ház határozatképességi létszámát. A felsőházban ez 15 szenátor, míg az alsó házban 20 képviselő. A határozatképesség megállapításakor az elnököt is beleszámolják a létszámba.
Mindkét ház dönthet az indítványokról hangerő alapján történő szavazással, ekkor az ülést levezető elnök felteszi a kérdést és meghallgatja a „Yea” (Igen) és „Nay” (Nem) kiáltásokat, majd bejelenti, hogy melyik fél győzött. Az elnök döntése végleges hacsaknem egy megszámlált szavazást kérnek a ház tagjai (legalább két szenátor illetve legalább öt képviselő a Képviselőházban). A képviselők mindkét házban felállnak, hogy megszámlálhassák őket ekkor. A Szenátusban az elnöknek is joga van szavazni (bár ritkán élnek ezzel a jogukkal az elfogulatlanságuk fenntartása érdekében) és ha nincs többség, az indítványt elvetik. A Képviselőházban az elnök nem szavazhat, kivéve ha szavazategyenlőség áll fenn. Az elnök általában a status quo mellett szavaz ilyenkor.
Ez a gyakorlatban a következő szavazási gyakorlatot eredményezi: az ügy nyitva hagyása további megbeszélésre a Képviselőházban, amikor lehetséges; amikor további megbeszélés már nem lehetséges figyelembe véve hogy az ügyet a jövőben újra fel lehet vetni és többségi egyetértéssel eldönteni a Képviselőházban; a törvényjavaslat mindenkori formájának fenntartásával a módosítások ellenében.
Például a 2005-ös költségvetési szavazáson, melyet bizalmi szavazásnak tartottak, a Képviselőház elnöke a javaslat második olvasatakor a döntetlen feloldására a költségvetés javára szavazott, ezzel lehetőséget teremtve arra, hogy a vita következő fázisába érhessen.

## Hivatali idő
Az országos választás után a főkormányzó (a miniszterelnök tanácsára eljárva) hivatalosan kiad egy kiáltványt a Parlament összehívására. A kiáltványban megjelölt időpontban a két ház képviselői összegyűlnek saját házukban. Az ekkor lefolyó ceremónia hasonlít a Brit Parlament ceremóniájához. Az összegyűlés után a Képviselőházat áthívják a Szenátus üléstermébe ahol felszólítják őket, hogy válasszanak elnököt. A Képviselőház tagjai visszatérnek saját üléstermükbe, megválasztják az elnöküket, majd ezzel az ülést elnapolják.
Másnap történik a Parlament hivatalos megnyitása. Az Usher of the Black Rod, a Szenátus egyik tisztviselője hivatalosan áthívja a Képviselőházat a Szenátusba. A Képviselőház tagjai a Szenátus korlátjához mennek de nem lépnek be az ülésterembe magába. A Képviselőház elnöke ezután bemutatkozik az uralkodónak, a főkormányzónak, vagy más képviselőnek (mint Eduárd Walesi herceg 1919-ben) hivatalosan követelve a Képviselőház jogait és privilégiumait. A korona képviselője ekkor elfoglalja a helyét a trónon a Szenátus üléstermében. A Szenátus elnöke ekkor felel, a korona képviselője nevében elismeri a Képviselőház privilégiumát. Miközben a Képviselőház tagjai továbbra is az emeleten, a korlátnál maradnak és a szenátorok ülnek a Szenátus üléstermében az uralkodó, a főkormányzó, vagy más képviselő (a trónon ülve) elmondja a trónbeszédet. A beszédben felvázolja a kormány programját az elkövetkező ülésszakra; a beszédet valójában a miniszterek és nem a Korona megbízottja fogalmazza meg.
Egy hivatalosan megnyitott parlamenti ülésszak addig tart, amíg be nem rekesztik . A berekesztést általában a főkormányzó újabb kiáltványa valósít meg, melyet szintén a miniszterelnök tanácsára ad ki. A berekesztés alkalmával azonban nincs külön ceremónia. A két ház nem végez több munkát amíg a főkormányzó egy újabb proklamációval össze nem hívja a következő ülést. Egy ilyen ülés kezdetekor a fenti eljárást megismétlik, kivéve hogy nincs szükség új elnök választására és a Képviselőház privilégiumait nem kell újra követelni.
Minden Parlament, bizonyos számú ülés után, véget ér, általában feloszlatással. A feloszlatást a főkormányzó hajtja végre, a miniszterelnök tanácsára. Tekintve, hogy a feloszlatást országos választások követik, az idejének megválasztását politika megfontolások befolyásolják, a miniszterelnök a pártja számára legalkalmasabb pillanatot választja. Feloszlatásra akkor is szükség lehet ha a miniszterelnök támogatottsága megdől a Képviselőházban. A feloszlatás nem az egyetlen módja egy Parlament befejezésének: a hivatali idő öt évvel a kezdete után lejár. Kanada történelmében, azonban még egy Parlamenttel sem történt ez meg.
Miután egy Parlament befejeződik, feloszlatással, vagy az idő múlásával a Képviselőház képviselői választások elé néznek, a szenátorok azonban megmaradnak hivatalukban. Minden választás után felállt testületet külön Parlamentnek tekintenek, így például a 2004 után összeült testület a Harmincnyolcadik Parlament volt.

## Törvényhozási szerep
Törvényjavaslatokat mindkét ház bármely tagja benyújthat, de legtöbbjüket a koronaminiszterek nyújtják be. Az angol politikai terminológia megkülönbözteti a kormány által benyújtott (government bill) és a képviselők (private member's bill) illetve szenátorok (private senator's bill) által benyújtott javaslatokat, illetve külön a köznyilvánosságot érintőeket (public bill) és a kizárólag egy meghatározott személyt vagy személyi csoportot érintőeket (private bill).
Minden törvényjavaslat több fázison megy keresztül mindkét házban. Az első lépés, az első olvasat (first reading), csupán formális. Az ezután következő második olvasat (second reading) szakaszában a javaslat általános elveit vitatják meg; bár lehetséges a javaslat elvetése ezen a ponton, ez nem gyakori a kormány által benyújtott törvényjavaslatok esetében.
Ezt követően a törvényjavaslatot az illető ház valamelyik bizottságához utalják. Ez a bizottság a legtöbb esetben egy állandó bizottság (Standing Committee), melynek tagjai egy adott témára (pl. külügyek) specializálódnak. A bizottság meghallgathat tanúkat, minisztereket és szakértőket, megvitathatja a javaslatot és ajánlhat változtatásokat. A javaslatot az állandó bizottság helyett utalhatják az érintett ház összes tagja elé (Committee of the Whole). Végső lehetőségként ad hoc, eseti bizottság elé is utalhatják amely testületet kizárólag az adott törvény áttekintésére hoznak létre. Mindkét háznak megvannak a saját eljárási szabályai erre, a Szenátus különleges bizottságokat (special committee) hoz létre, melyek úgy működnek, mint a legtöbb másik bizottság és a Képviselőház törvényhozási bizottságokat (legislative committee) hoz létre. A törvényhozási bizottság egy olyan ad hoc bizottság amelyet egy kifejezett törvényjavaslat megvizsgálására hoztak létre de az elnökét a Képviselőház elnöke jelöli ki, legtöbbször a helyettesei közül. Akármelyik bizottságot is használják a javasolt módosításokról az egész ház dönt a jelentési szakaszban, továbbá módosítási javaslatokat a bizottságon kívül is be lehet nyújtani.
A jelentési szakasz után (vagy ha a bizottság nem javasolt módosítást, közvetlenül a bizottsági szakasz után) a törvényjavaslat utolsó lépése, a harmadik olvasat (third reading) következik. Ekkor már nincs lehetőség további módosítási indítványra a Képviselőházban, a Szenátusban még igen. Ha a törvényjavaslat átmegy a harmadik olvasaton, akkor átküldik a másik házhoz, ahol ugyanezekre a lépéseket ismétli meg. A második ház által hozott módosításokat az első háznak is el kell fogadnia, hogy a végső javaslatban szerepelhessenek. Ha az egyik ház olyan módosítást fogad el, amelyet a másik nem fogad el, és a két ház nem tudja megszüntetni a nézeteltéréseket, akkor a törvényjavaslat elbukik.
Végül ha a törvényjavaslatot mindkét ház azonos formában elfogadta, akkor azt felterjesztik a királyi beleegyezésre (Royal Assent). A főkormányzónak elméletben három lehetősége van: megadhatja a királyi beleegyezést, visszatarthatja a királyi beleegyezését (megvétózva a törvényjavaslatot) vagy fenntarthatja azt a királynő döntésére (megengedve az uralkodónak, hogy személyesen döntsön a beleegyezés megadásáról vagy megtagadásáról). Amennyiben a főkormányzó megadta a királyi beleegyezést azt az uralkodó két éven belül még visszavonhatja, megsemmisítve ezzel a törvényt. A modern kor alkotmányos hagyományai alapján azonban a főkormányzó mindig megadja a királyi beleegyezést, és azt az uralkodó soha nem vonja vissza.
A brit modellnek megfelelően kizárólag a Képviselőházból eredhetnek az adókivetésre vagy közpénzek elköltésére vonatkozó törvényjavaslatok. Más szempontokból a két ház elméleti hatalma a törvényjavaslatok fölött egyenlő, mindkettő beleegyezése kell azok elfogadásához. A gyakorlatban a Képviselőház a Parlament domináns kamarája, a Szenátus ritkán gyakorolja hatalmát a demokratikusan megválasztott Képviselőház akaratával szembemenve.

## Kapcsolat a kormánnyal
A Kanadai Kormány a Parlament alsóházának, a Képviselőháznak felel. Ugyanakkor sem a miniszterelnököt, sem a kormány tagjait nem a Képviselőház választja. A főkormányzó kéri fel azt a személyt a kormányalakításra akinek a legnagyobb esélye van a Képviselőház többségi támogatásának megszerzésére (általában a legtöbb képviselői hellyel bíró párt vezetőjét). Ha nincs többség, akkor a szokások alapján inkább kisebbségi kormányt alakítanak, mint koalíciósat. A miniszterelnök választja ki a kabinet tagjait, akiket utána formálisan a főkormányzó jelöl ki.
Hogy elszámoltathatóak legyenek az alsóháznak a miniszterelnök és a kormány legtöbb tagja a Képviselőháznak és nem a Szenátusnak a tagja. Ha a legnagyobb párt vezetője nem képviselőházi tag, akkor az alkotmányos hagyományok alapján a legelső lehetséges alkalommal indul egy választáson a Képviselőházba jutáshoz. Általában egy biztosnak tekintett körzetből származó alacsonyabb rangú képviselő lemond a székéről hogy a miniszterelnök indulhasson egy időközi választáson a képviselőházi helyért.
A Képviselőház és nem a Szenátus a felelős háza a Parlamentnek, ami azt jelenti, hogy a kormány kizárólag neki felel. A végrehajtó hatalmat úgy ellenőrzi, hogy elfogadja vagy elutasítja a törvényjavaslatait és elszámoltatja a koronaminisztereket a tetteikért, például az interpellációs időszak (Question Period) alatt, amikor a minisztereknek kötelező válaszolni a nekik a képviselők által feltett kérdésekre. Az alsóház megpróbálhatja megbuktatni a kormányt egy bizalmi indítvány elutasításával vagy egy bizalmatlansági indítvány elfogadásával. A bizalmi indítványokat általában a kormány kezdeményezi hogy megerősítsék saját támadásuk, míg a bizalmatlansági indítványokat az ellenzék kezdeményezi. A kormány programját képező fontosabb törvényjavaslatokat általában bizalmi kérdésnek tekintik. Továbbá a Képviselőház bizalmának visszavonásának tekintik ha a ház nem fogadja el a költségvetést.
Amikor egy kormány elvesztette a Képviselőház bizalmát, a miniszterelnöknek vagy le kell mondania (lehetővé téve a főkormányzónak, hogy kinevezze az ellenzék vezetőjét a posztra) vagy kérnie kell a Parlament feloszlatását és új választás kiírását. 1968-ban Lester Bowles Pearson azonban precedenst teremtett amikor váratlanul elvesztett egy bizalmi szavazást de hivatalban maradhatott a többi párt vezetőinek beleegyezésével. Bár a főkormányzó elméletileg megtagadhatja a Parlament feloszlatását, nagyon valószínűtlen, hogy valaha így tegyen.
A való életben a Képviselőház kormány feletti ellenőrzése nagyon gyenge. Az egyszerű többségi választási rendszernek köszönhetően a kormányzó pártnak általában nagy többsége van a Képviselőházban, így gyakran igen kicsi a pártok közötti kompromisszumkötés szükségessége. A modern kanadai politikai pártok továbbá annyira szervezettek hogy viszonylag kevés helyet hagynak a képviselőknek a szabad döntésre. Sok esetben a képviselőket kizárhatják pártjukból ha a pártvezetők utasításainak ellenében szavaznak. Így egy többségi kormány bizalmi kérdéseken való elbukása nagyon ritka. A kisebbségi kormány ezzel ellentétben illékony bizalommal gazdálkodnak és nagyobb esélyük van a bizalomvesztés okozta bukásra. Az utolsó miniszterelnök aki elvesztett egy bizalmi szavazást Paul Martin volt 2005-ben, őt megelőzően Joe Clark volt az utolsó 1979-ben; mindketten kisebbségi kormány élén álltak.

## Jogkörök
A Kanadai Parlament jogköreit az alkotmány korlátozza, amely felosztja a törvényhozási jogköröket a szövetségi és tartományi kormányzatok között. Általánosságban a tartományi törvényhozások kizárólag olyan témakörökben hozhatnak törvényt amelyek kifejezetten fenn vannak tartva számukra az alkotmányban, mint az oktatás, tartományi tisztségviselők, önkormányzatok, jótékonysági szervezetek és a kizárólag helyi vagy személyes jellegű ügyekben. Az alkotmány alapján minden olyan jog, amely nincs a tartományi törvényhozások kizárólagos jogköre alatt az a Parlament jogkörébe esik. Így a Parlament önállóan hozhat törvényeket többek közt a postáról, a népszámlálásokról, a hadseregről, navigációról és hajózásról, halászatról, a fizetőeszközről, a bankszektorról, a mértékegységekről, a csődeljárásól, a szerzői jogokról, a szabadalmakról, az őslakos népekről és az állampolgárság megadásáról. Bizonyos esetekben a Parlament és a törvényhozások jogköre átfedésben van. Például a Parlament szabályozza a házasságot és a válást általánosságban, de a házasságkötési szertartást kizárólag a tartományok szabályozzák. Más példaként említhető a Parlament és a törvényhozások joga az adók kivetésére, kölcsön felvételére, bűncselekmények megbüntetésére és a mezőgazdaság szabályozására.
A kanadai parlament jogait az alkotmány részét képező Kanadai Jogok és Szabadságok Alapokmánya is korlátozza. Az alapokmány legtöbb rendelkezése kikerülhető egy a „függetlenül” cikkelyt (notwithstanding clause) tartalmazó törvénnyel. Ilyen rendelkezést azonban eddig még nem hozott a Parlament, annak ellenére hogy azt a tartományi törvényhozások már alkalmazták. Az alapokmánnyal vagy az alkotmány más részeivel ellentétes törvények érvénytelenek ha alkotmányellenesnek nyilváníthatják őket a kanadai bíróságok.

## Privilégiumok
Kanadai Parlamentnek több privilégiuma van, melyeket közösen hívnak parlamentáris privilégiumnak (parliamentary privilege). Mindkét ház őre a saját privilégiumainak és megbüntetheti azok megsértését. A Parlament maga határozza meg a parlamentáris privilégium kiterjedését de az alkotmány tiltja olyan privilégiumok felállítását, melyek meghaladják a Brit Képviselőház és tagjai által birtokolt, élvezett és gyakoroltakat.
A legfontosabb privilégiuma mindkét háznak a szólás szabadsága a viták alatt: a Parlament bármely házában elhangzottakat nem vitathatja egyetlen bíróság vagy más intézet sem a Parlamenten kívül. A parlament tagjait nem lehet beperelni rágalmazásért a parlamenti munka közben elmondott beszédeiért. A vitára vonatkozó korlátokat egyedül a két házszabály szabályozza. Az egyes tagok további privilégiuma a mentelmi joga, amelynek keretében polgári ügyekben nem lehet letartóztatni (büntetőügyekben igen). A két ház tagjai felmentést kapnak az esküdtszéki tagság és a bíróságokon tanúként megjelenés alól.
Továbbá mindkét háznak testületi privilégiuma is vannak így annak a joga, hogy a saját belső ügyeiben döntsön és a szabályaikat megsértő tagok fegyelmezésének joga is. A két ház továbbá büntetést hozhat a Parlament (pl. hamis tanúzásért egy parlamenti bizottság előtt) és a saját privilégiumainak megsértésével kapcsolatos ügyekben.

## Galéria

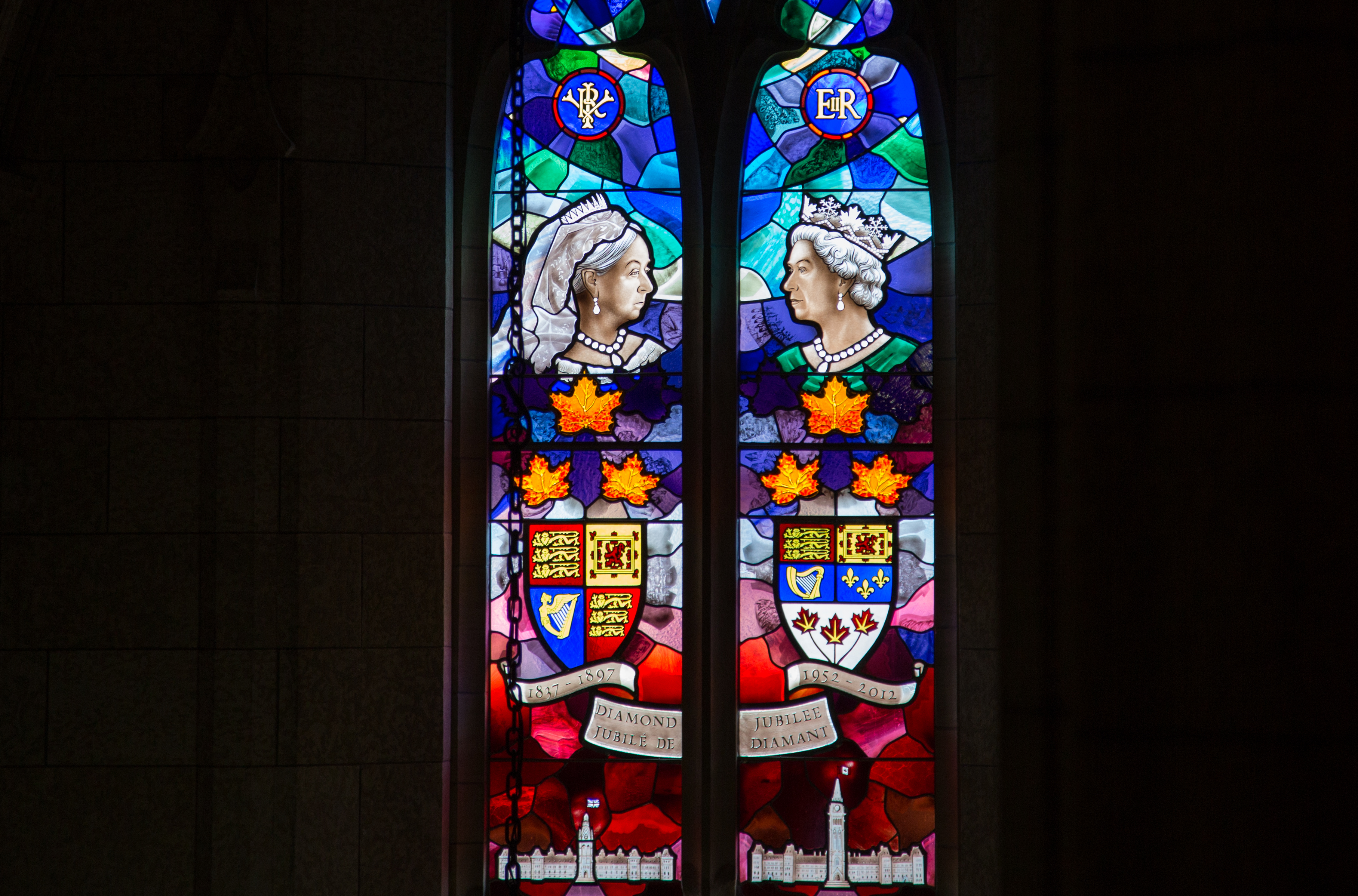
Viktória és II. Erzsébet királynőknek emléket állító, 2012-ben felavatott festett üvegablak a Kanadai Parlament épületében
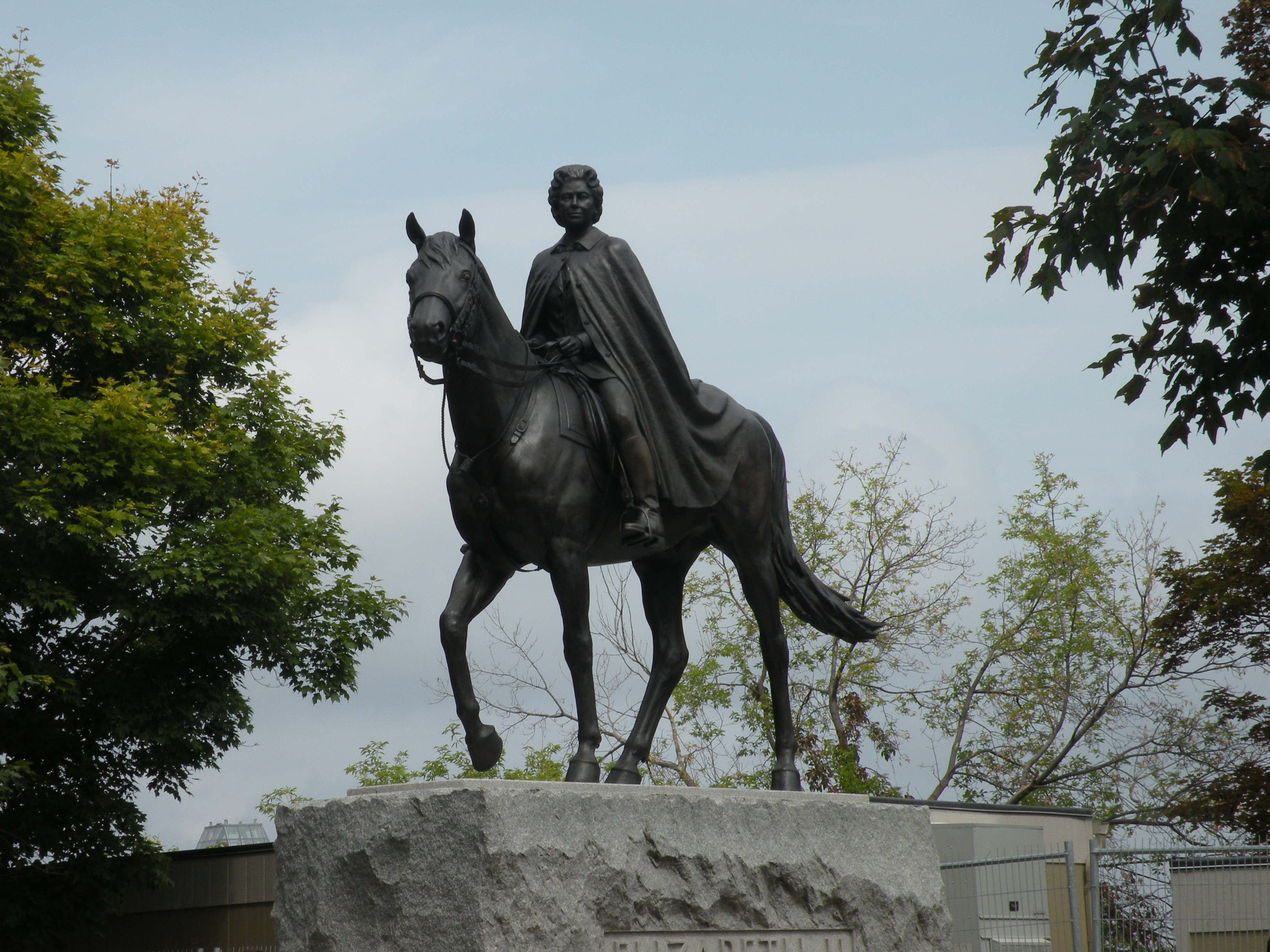
II. Erzsébet királynő 1992-ben felavatott lovasszobra a Kanadai Parlament parkjában

## Fordítás
1. ↑   (2022. november 4.) „Kanadai monarchia” (magyar nyelven). Wikipédia.

Ez a szócikk részben vagy egészben a  Parliament of Canada című angol Wikipédia-szócikk ezen változatának fordításán alapul.  Az eredeti cikk szerkesztőit annak laptörténete sorolja fel. Ez a jelzés csupán a megfogalmazás eredetét és a szerzői jogokat jelzi, nem szolgál a cikkben szereplő információk forrásmegjelöléseként.